# Aeroporto de Campina Grande
O Aeroporto de Campina Grande - Presidente João Suassuna (IATA: CPV, ICAO: SBKG), é um aeroporto localizado no município de Campina Grande, no estado da Paraíba. Situado a 114 quilômetros da capital João Pessoa.
Distante 06 (seis) quilômetros do centro da cidade, seu acesso se dá através da Avenida Assis Chateaubriand. Está situado no Distrito Industrial de Campina Grande, em uma área a 500 metros de altitude.
Atende a Região Metropolitana de Campina Grande e outros municípios polarizados pelo compartimento da Borborema, totalizando uma população de mais de 1 milhão de habitantes. Opera diariamente voos regionais e nacionais e é também utilizado pela ESAC - Escola Superior de Aviação Civil, com sede em Campina Grande, para voos de instrução de seus discentes, aeronaves de voo não-regular da aviação geral e, eventualmente, aeronaves da Força Aérea Brasileira em operações de rotina ou em exercícios de treinamento.
Em uma área de 2.500 m², o atual terminal de passageiros dispõe de dois pavimentos com saguão, salas de embarque e desembarque, sala vip (desativada, mas disponível para exploração), oito balcões de check-in, praça de alimentação, lojas, agência de turismo, locadoras de veículos, serviço de táxi e estacionamento para 203 veículos.
O Aeroporto Presidente João Suassuna, tem se consolidado como importante polo no desenvolvimento econômico de Campina Grande, que recebeu o título de "Tech City", destaque no desenvolvimento de tecnologia no mundo. É também uma das portas de entrada para o Maior São João do Mundo, tradicional festa junina que é realizada todos os anos durante o mês de junho com duração de 31 dias, sendo considerada uma das maiores festas populares do Brasil.

### Concessão à iniciativa privada
Em 15 de março de 2019, durante disputado leilão realizado na sede da B3, a empresa espanhola Aena Internacional ofertou 1,9 bilhão de reais para obter a administração do João Suassuna, junto a outros cinco aeroportos que compunham o Bloco Nordeste na quinta rodada de privatizações, sendo eles, Recife, João Pessoa, Maceió, Aracaju e Juazeiro do Norte. Segundo o edital, a empresa vencedora deve administrar o aeroporto por um período de 30 anos com investimentos mínimos de 155,7 milhões de reais, em obras de reforma e ampliação do sistema de pistas e pátios (pista de pousos e decolagens, pátio de aeronaves, pistas de taxi e equipamentos de rampa), sistema de terminal de passageiros (terminal de passageiros - TPS, estacionamento de veículos e vias de acesso), infraestrutura aeronáutica (auxílios a navegação aérea), sistema de administração e manutenção (instalações de administração e manutenção), sistema de apoio as operações (parque de abastecimento aeronáutico e seção contra incêndio - SCI), sistema industrial de apoio (correios, comissaria e serviços aeroportuários) e sistemas de infraestruturas básicas (energia elétrica, água potável, esgoto sanitário e resíduos sólidos).
No dia 16 de janeiro de 2020, a Aena Internacional assumiu definitivamente as operações do aeroporto por um período de 30 anos, com direito a banho de batismo em um dos voos da Azul Linhas Aéreas. Em um primeiro momento, algumas medidas foram anunciadas pelo diretor-presidente de Aena Brasil, Santiago Yus, entre as ações a serem desenvolvidas estão a climatização de todo o prédio do aeroporto e colocação de sistema de wifi, além de melhoria de baterias de banheiros.